# Zatypota mongolica
Zatypota mongolica là một loài tò vò trong họ Ichneumonidae.